# Соссуфлей
Соссуфлей (англ. Sossusvlei) — солончак і сухе озеро оточене високими червоними дюнами, розташоване на глиняному плато у південній частині пустелі Наміб, у національному парку Наміб-Науклюфт у Намібії.

## Географія

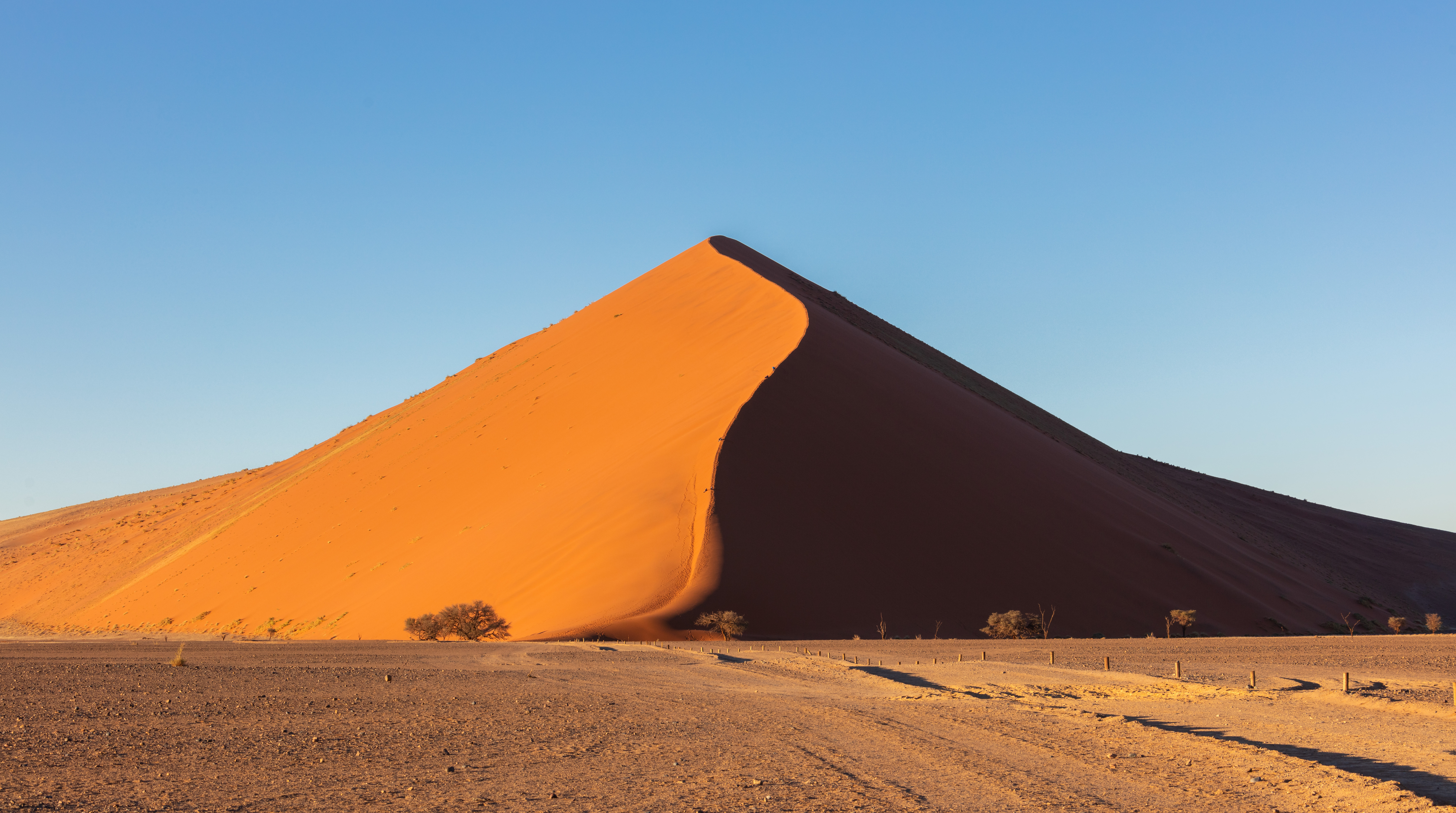
Дюна 39

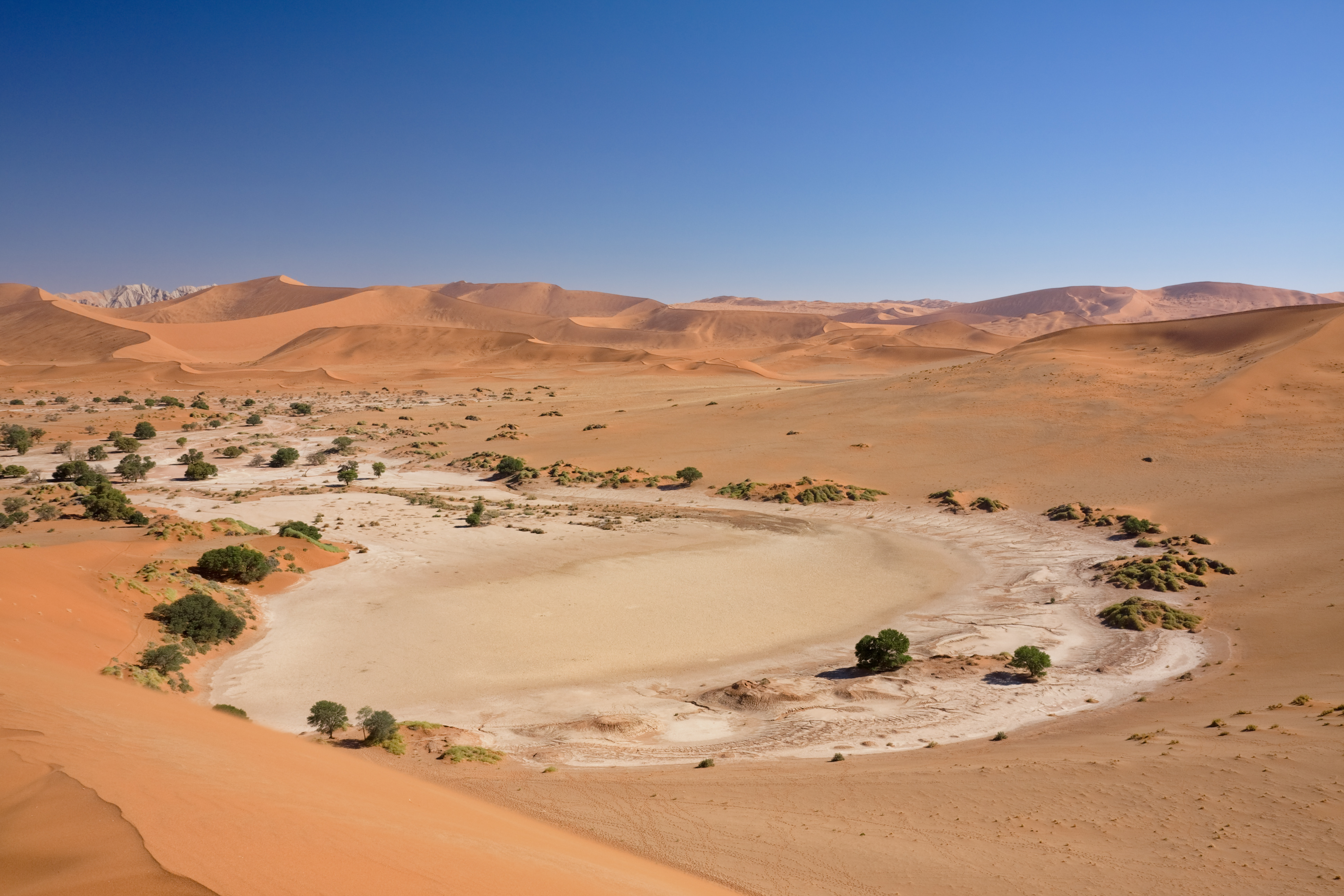
Соссуфлей

Назва «Соссуфлей» часто застосовується у розширеному значенні до навколишньої території (включаючи інші сусідні vlei, такі як Дедфлей та інші солончаки), що є одним з основних туристичних пам'яток Намібії.
Назва «Соссуфлей» («Sossusvlei») змішаного походження і може бути приблизно перекладена як «тупикові марші». Vlei — це слово з африкаанс для «марші», тоді як «sossus» — слово з мови Нама, що означає «без повернення» чи «тупик». Соссуфлей завдячує своїм іменем тому факту, що це безстічний басейн (тобто басейн річки без стоку) для ваді Тсаухаб.

### Клімат
Клімат Соссуфлей має савано-пустельний характер (BWh — жаркий аридний клімат). Середньорічна температура становить 24 °C. Взимку середні мінімальні показники вночі становлять близько 10 °C, тоді як влітку температура часто коливається близько 40 °C. Оскільки це пустеля, існує велика різниця температур між днем і ніччю. Взимку майже ніколи не випадає дощ.
| Клімат Сесрієм, Намібія (середні показники 2010–2017 років.) | Клімат Сесрієм, Намібія (середні показники 2010–2017 років.) | Клімат Сесрієм, Намібія (середні показники 2010–2017 років.) | Клімат Сесрієм, Намібія (середні показники 2010–2017 років.) | Клімат Сесрієм, Намібія (середні показники 2010–2017 років.) | Клімат Сесрієм, Намібія (середні показники 2010–2017 років.) | Клімат Сесрієм, Намібія (середні показники 2010–2017 років.) | Клімат Сесрієм, Намібія (середні показники 2010–2017 років.) | Клімат Сесрієм, Намібія (середні показники 2010–2017 років.) | Клімат Сесрієм, Намібія (середні показники 2010–2017 років.) | Клімат Сесрієм, Намібія (середні показники 2010–2017 років.) | Клімат Сесрієм, Намібія (середні показники 2010–2017 років.) | Клімат Сесрієм, Намібія (середні показники 2010–2017 років.) | Клімат Сесрієм, Намібія (середні показники 2010–2017 років.) |
| Показник                                                     | Січ.                                                         | Лют.                                                         | Бер.                                                         | Квіт.                                                        | Трав.                                                        | Черв.                                                        | Лип.                                                         | Серп.                                                        | Вер.                                                         | Жовт.                                                        | Лист.                                                        | Груд.                                                        | Рік                                                          |
| Абсолютний максимум, °C                                      | 40,6                                                         | 39,8                                                         | 36,8                                                         | 37,0                                                         | 34,7                                                         | 29,8                                                         | 29,9                                                         | 35,8                                                         | 38,5                                                         | 40,1                                                         | 40,5                                                         | 40,1                                                         | 40,6                                                         |
| Середній максимум, °C                                        | 33,2                                                         | 34,5                                                         | 34,2                                                         | 31,4                                                         | 29,1                                                         | 25,7                                                         | 25,3                                                         | 28,1                                                         | 30,7                                                         | 32,9                                                         | 33,5                                                         | 34,1                                                         | 34,5                                                         |
| Середня температура, °C                                      | 25,4                                                         | 26,7                                                         | 26,7                                                         | 23,4                                                         | 20,7                                                         | 16,5                                                         | 16,9                                                         | 18,4                                                         | 21,8                                                         | 23,9                                                         | 25,2                                                         | 25,5                                                         | 22,6                                                         |
| Середній мінімум, °C                                         | 17,2                                                         | 19,1                                                         | 20,2                                                         | 15,3                                                         | 12,3                                                         | 7,9                                                          | 8,4                                                          | 8,6                                                          | 12,0                                                         | 13,6                                                         | 15,5                                                         | 15,8                                                         | 7,9                                                          |
| Абсолютний мінімум, °C                                       | 7,6                                                          | 11,1                                                         | 14,9                                                         | 5,6                                                          | 0,6                                                          | −2,3                                                         | −2,3                                                         | −1,8                                                         | 1,7                                                          | 4,4                                                          | 5,2                                                          | 0                                                            | −2,3                                                         |
| Норма опадів, мм                                             | 14.9                                                         | 16.1                                                         | 39.6                                                         | 8.9                                                          | 13.2                                                         | 0.8                                                          | 0.1                                                          | 1.2                                                          | 2.6                                                          | 1.4                                                          | 0.8                                                          | 4.1                                                          | 104                                                          |
| ------------------------------------------------------------ | ------------------------------------------------------------ | ------------------------------------------------------------ | ------------------------------------------------------------ | ------------------------------------------------------------ | ------------------------------------------------------------ | ------------------------------------------------------------ | ------------------------------------------------------------ | ------------------------------------------------------------ | ------------------------------------------------------------ | ------------------------------------------------------------ | ------------------------------------------------------------ | ------------------------------------------------------------ | ------------------------------------------------------------ |

## Навколишнє середовище

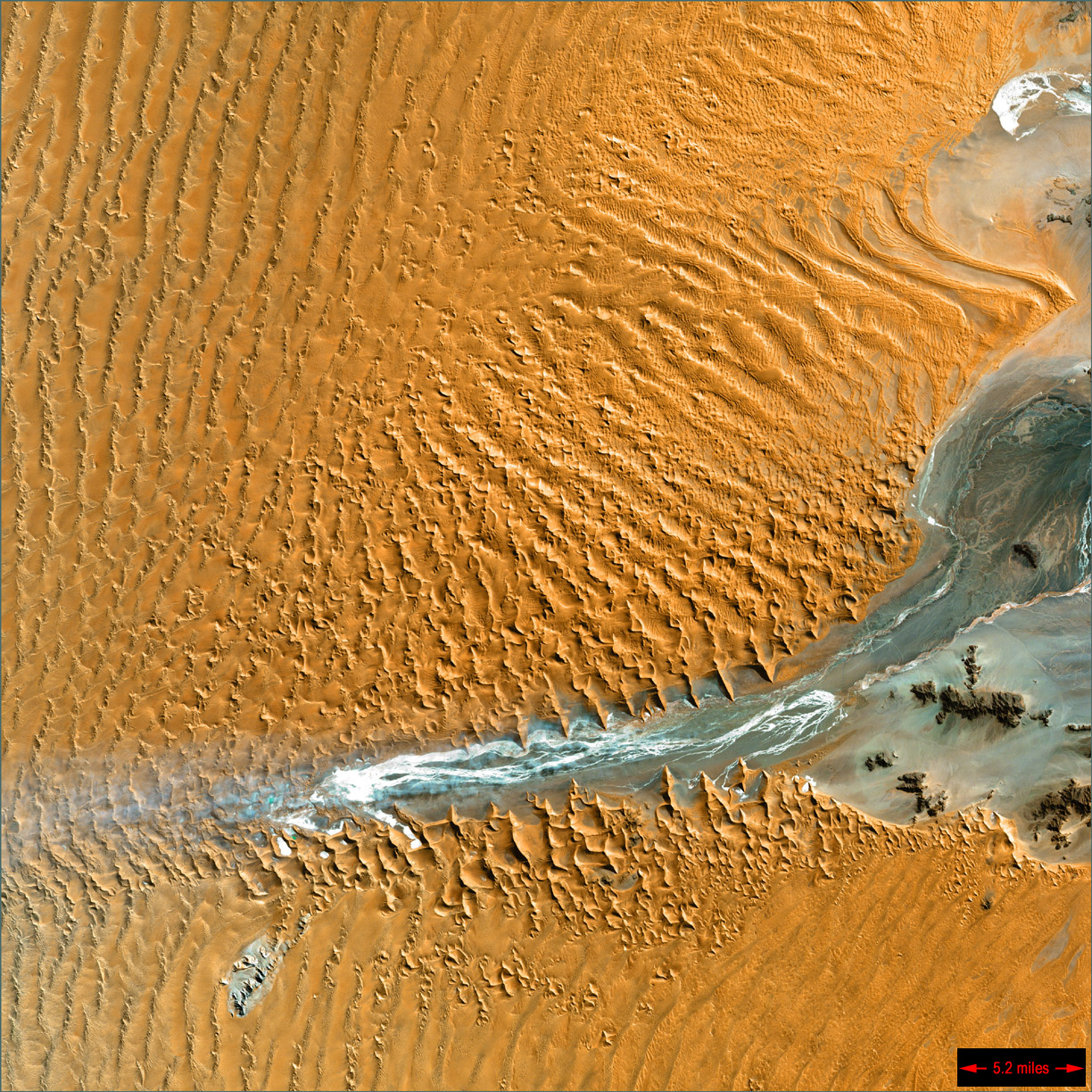
Супутниковий знімок Соссуфлей (Landsat 7)

Територія Соссуфлей. Власне сама Соссуфлей це плоский еліпс світлішого кольору, який видно за дюною на задньому плані (переважно справа)

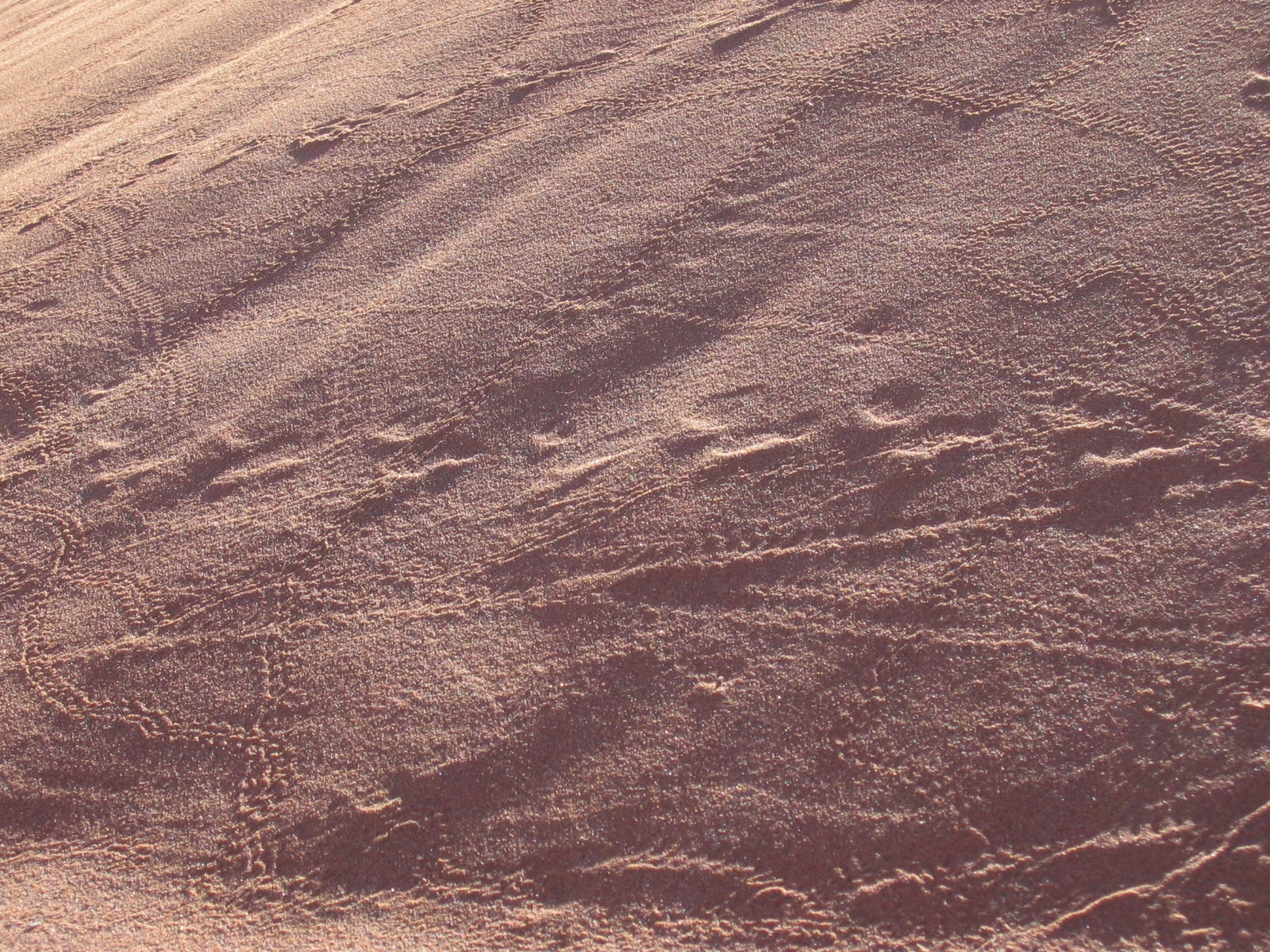
Сліди на піску, залишені комахами та іншими маленькими тваринами

Область Соссуфлей належить до більшого регіону південної Намібії з однорідними рисами (близько 32.000 км²), що простягається між річками Koichab і Кусейб. Вона характеризується високими піщаними дюнами яскравого рожево-оранжевого кольору, що є наслідком високого вмісту заліза у піску, і відповідних процесів окиснення. Найстарішими є дюни більш інтенсивного червоного кольору. Ці дюни одні з найвищих в світі. Багато які з них вище 200 метрів. Найвищою є дюна, яка називається Біг Дедді, вона близько 380 метрів заввишки.
Найвищі і найстабільніші дюни частково вкриті відносно багатою рослинністю, яка зволожується переважно підземними та ефемеральними річками, які сезонно затоплюють площину, створюючи марші, які серед місцевих відомі як vlei; коли сухо, ці площини виглядають майже білими за кольором, через високу концентрацію солі. Також важливим джерелом води для Соссуфлей є вологість, яку приносить щодня ранковий туман, що приходить в пустелю з Атлантичного океану.
Фауна Соссуфлей відносно багата. Вона переважно складається з дрібних тварин, які можуть виживати за умов малої кількості води, включаючи деяких членистоногих, дрібних плазунів і ссавців, таких як гризуни чи шакали; з більших тварин є антилопи (переважно орикси і спрингбоки) та страуси. Протягом сезону паводків, кілька видів мігруючих птахів з'являється вздовж маршів і річок. Більшість фауни Соссуфлею і Намібу ендемічна і високо пристосована до специфічних особливостей Намібу. Зокрема відомі жуки, такі як Onymacris unguicularis, що розробили спосіб збирання води з ранкових туманів через виступи на своїй спині.

## Визначні місця

### Сесрієм
Доступ до області Соссуфлей в Національному парку Наміб-Науклюфт відкривається воротами Сесрієм, які розташовані навколо однойменного каньйону. Від Сесрієм до Соссуфлей йде 60 км дорога з асфальтобетону.

### Дюна Елім
Дюна Елім це найвища і відносно ізольована дюна, розташована на відстані 5 км після воріт Сесрієм, на відгалуженні від головної дороги, котра з'єднує Сесрієм та Соссуфлей. Дюна отримала свою назву від ферми, що колись була розташована тут до того, як був створений національний парк.

### Дюна 45

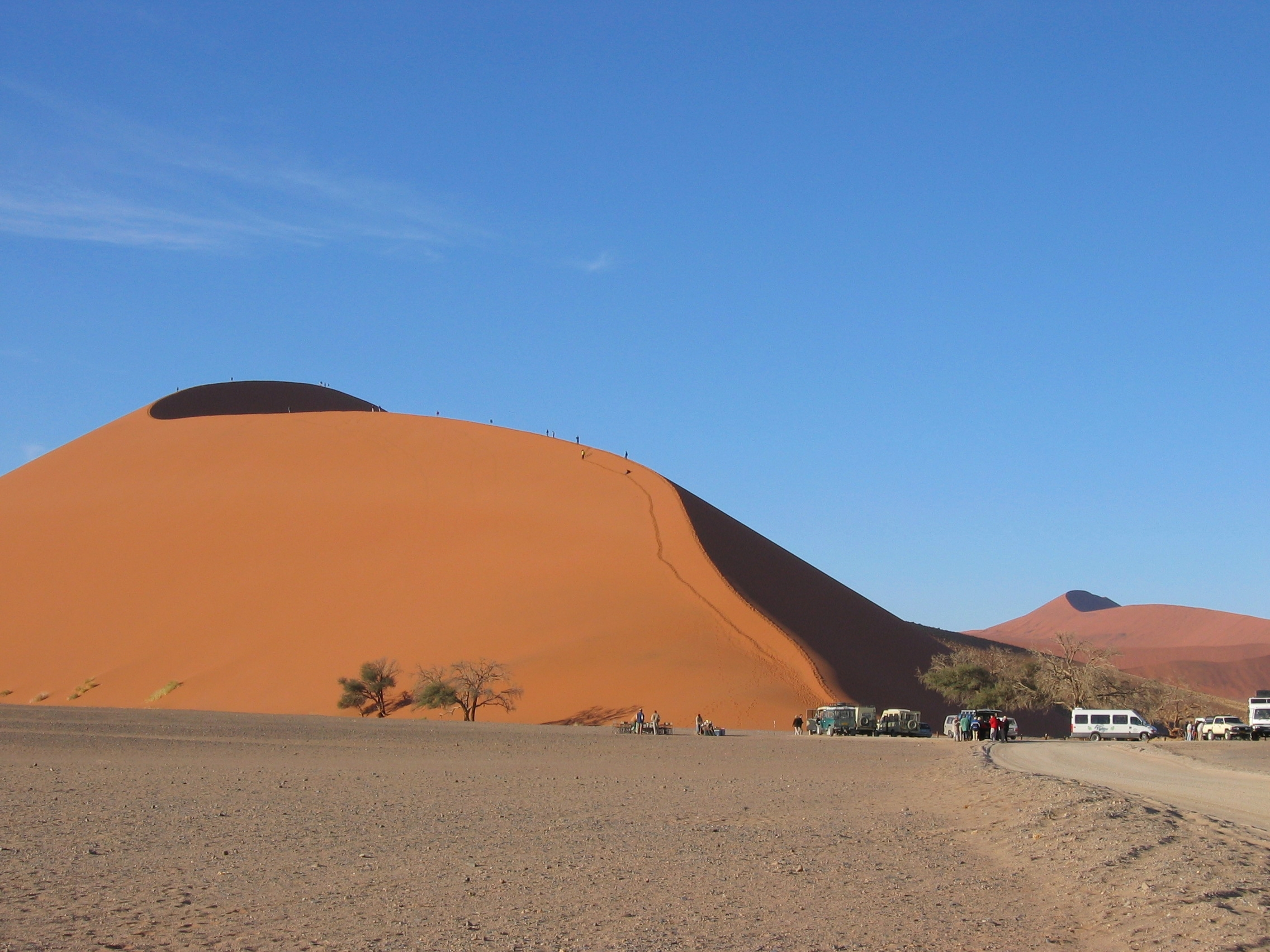
Дюна 45

Дюна 45 отримала свою назву через те, що вона знаходиться на відстані 45 км від Сесрієм по дорозі до Соссуфлей. Вона також відома як «дюна, яку фотографують найбільше в світі», тому що через її просту форму та близькість до дороги, відвідувачам зручно спинятися і фотографувати її. Вона 80 м заввишки і не дуже крута, тому на неї легко можна залізти.